# Cucullia nubipicta
Cucullia nubipicta là một loài bướm đêm trong họ Noctuidae.